# 克莱沃 (迪特马申县)
克莱沃是德国石勒苏益格－荷尔斯泰因州的一个市镇。总面积12.81平方公里，总人口415人，其中男性212人，女性203人（2011年12月31日），人口密度32人/平方公里。